# Kingston (Utah)
Kingston – miasto w Stanach Zjednoczonych, w stanie Utah, w hrabstwie Piute.